# Косаково (Вармінсько-Мазурське воєводство)
Косаково (пол. Kosakowo, нім. Marienthal) — село в Польщі, у гміні Сроково Кентшинського повіту Вармінсько-Мазурського воєводства.
Населення — 227 осіб (2011).
У 1975-1998 роках село належало до Ольштинського воєводства.

## Демографія
Демографічна структура станом на 31 березня 2011 року:
|          | Загалом | Допрацездатний вік | Працездатний вік | Постпрацездатний вік |
| -------- | ------- | ------------------ | ---------------- | -------------------- |
| Чоловіки | 113     | 22                 | 82               | 9                    |
| Жінки    | 114     | 25                 | 68               | 21                   |
| Разом    | 227     | 47                 | 150              | 30                   |